# Abancourt (Nord)
Abancourt ist eine französische Gemeinde mit 450 Einwohnern (Stand: 1. Januar 2022) im Département Nord in der Region Hauts-de-France. Sie gehört zum Kanton Cambrai im Arrondissement Cambrai.

## Geografie
Abancourt liegt rund siebeneinhalb Kilometer nördlich von Cambrai. Die Gemeinde grenzt im Nordosten an Hem-Lenglet, im Südosten an Bantigny, im Süden an Blécourt, im Südwesten an Sancourt, im Westen an Épinoy und im Nordwesten an Fressies.

## Bevölkerungsentwicklung
| Jahr                              | 1962 | 1968 | 1975 | 1982 | 1990 | 1999 | 2008 | 2013 | 2020 |
| Einwohner                         | 365  | 344  | 316  | 351  | 413  | 433  | 448  | 461  | 468  |
| Quellen: Cassini, EHESS und INSEE |      |      |      |      |      |      |      |      |      |

## Sehenswürdigkeiten

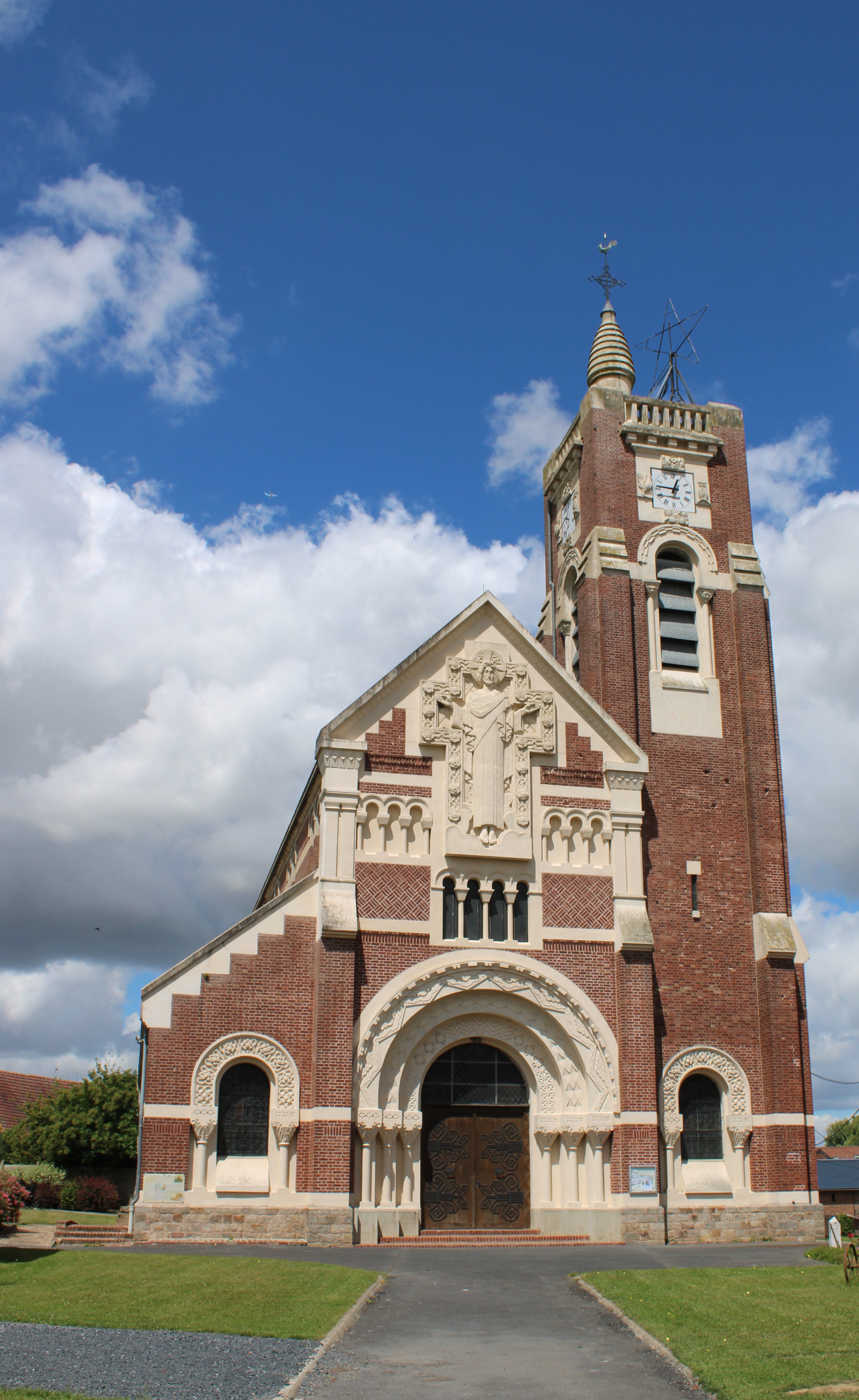
Kirche Saint-Martin
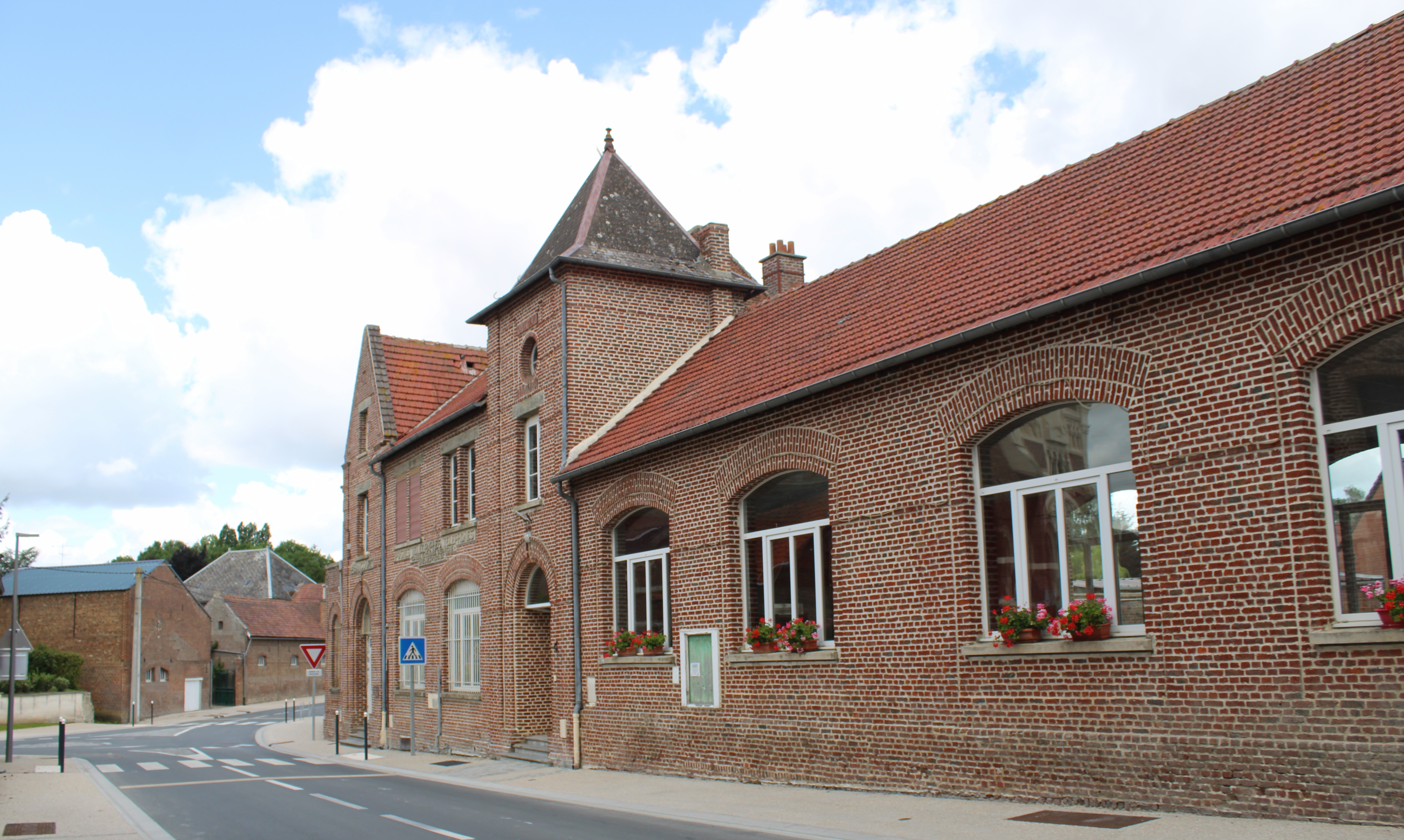
Schule
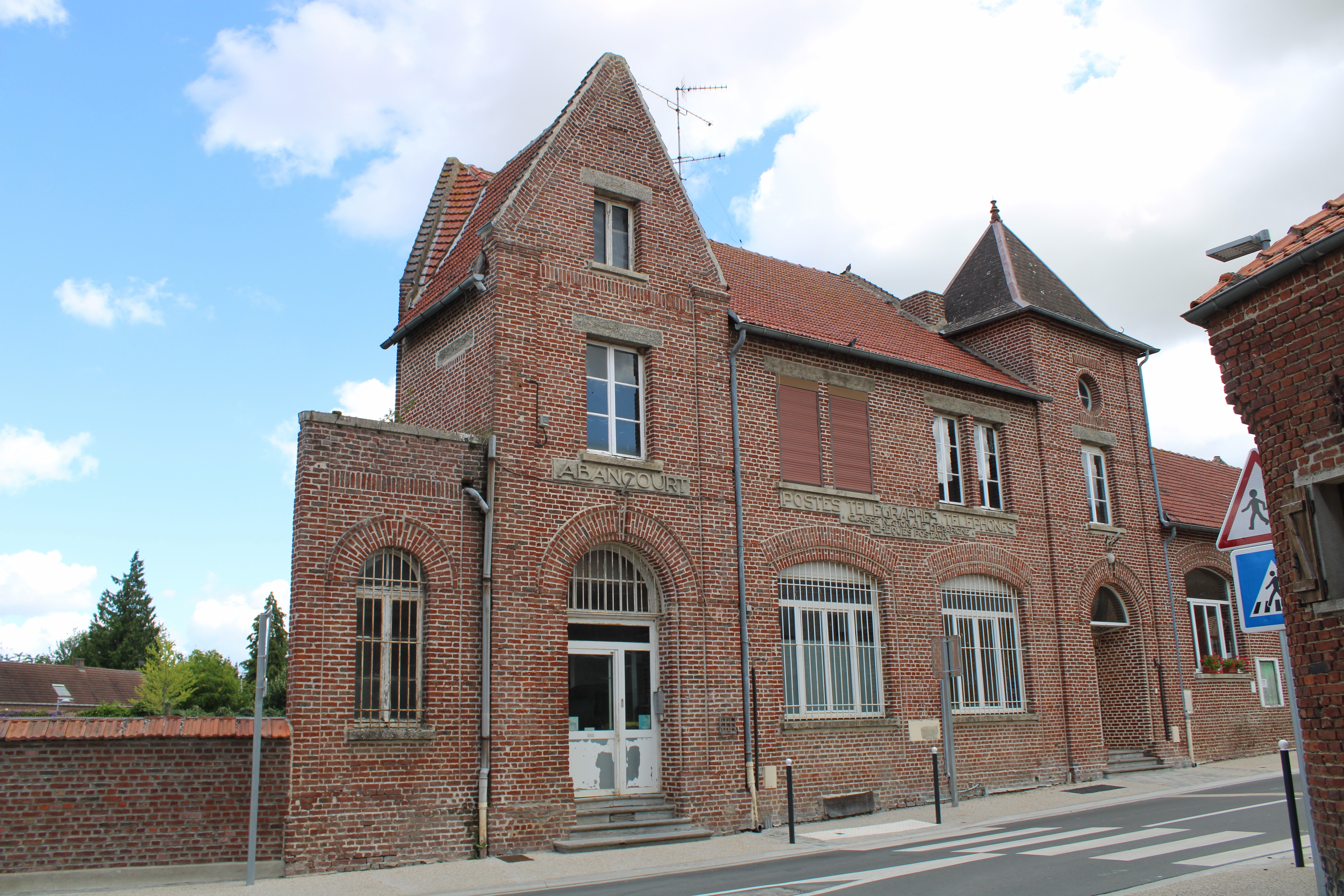
Ehemaliges Postamt

- Kriegerdenkmal

- Kirche Saint-Martin
- Schule
- Ehemaliges Postamt